# Черепаха (присілок)
Черепаха (рос. Черепаха) — присілок в Шенкурському районі Архангельської області Російської Федерації.
Населення становить 1 особу. Входить до складу муніципального утворення Шеговарське муніципальне утворення.

## Історія
Від 1937 року належить до Архангельської області.
Від 2004 року належить до муніципального утворення Шеговарське муніципальне утворення.

## Населення
| 2002 | 2010 | 2012 |
| ---- | ---- | ---- |
| 0    | ↗1   | →1   |